# Д. Дж. Сміт
Д. Дж. Сміт (англ. Denis Joseph "D. J." Smith; нар. 13 травня 1977) — канадський професійний хокейний тренер і колишній гравець. Як гравець Сміт провів 45 ігор НХЛ за «Торонто Мейпл Ліфс» і «Колорадо Аваланч» як захисник. Як тренер Сміт виграв Меморіальний кубок у 2015 році, та провів чотири роки асистентом у «Кленових листках», перш ніж приєднатися до «Сенаторс».

## Тренерська робота
У травні 2019 року представники «Оттава Сенаторс» оголосили, що Сміт погодився на трирічний контракт, щоб стати головним тренером команди. Звільнений з посади  18 грудня 2023 року.